# Liste der Biografien/Schmidt, M
Liste der Biografien |
Portal Biografien |
M Personensuche
# |
A |
B |
C |
D |
E |
F |
G |
H |
I |
J |
K |
L |
M |
N |
O |
P |
Q |
R |
S |
T |
U |
V |
W |
X |
Y |
Z |
?
 
Sa |
Sb |
Sc |
Sd |
Se |
Sf |
Sg |
Sh |
Si |
Sj |
Sk |
Sl |
Sm |
Sn |
So |
Sp |
Sq |
Sr |
Ss |
St |
Su |
Sv |
Sw |
Sy |
Sz
 
Sca–Sce |
Sch |
Sci–Scz
 
Scha |
Schc |
Schd |
Sche |
Schg |
Schi |
Schj |
Schk |
Schl |
Schm |
Schn |
Scho |
Schp |
Schr |
Schs |
Scht |
Schu |
Schv |
Schw |
Schy
 
Schma |
Schme |
Schmi |
Schmo |
Schmu |
Schmy
 
Schmic |
Schmid |
Schmie |
Schmig |
Schmik |
Schmil |
Schmin |
Schmir |
Schmis |
Schmit
 
Schmida |
Schmidb |
Schmide |
Schmidf |
Schmidg |
Schmidh |
Schmidi |
Schmidj |
Schmidk |
Schmidl |
Schmidm |
Schmidp |
Schmidr |
Schmids |
Schmidt |
Schmid, A |
Schmid, B |
Schmid, C |
Schmid, D |
Schmid, E |
Schmid, F |
Schmid, G |
Schmid, H |
Schmid, I |
Schmid, J |
Schmid, K |
Schmid, L |
Schmid, M |
Schmid, N |
Schmid, O |
Schmid, P |
Schmid, R |
Schmid, S |
Schmid, T |
Schmid, U |
Schmid, V |
Schmid, W |
Schmid, Y
 
Schmidt, A |
Schmidt, B |
Schmidt, C |
Schmidt, D |
Schmidt, E |
Schmidt, F |
Schmidt, G |
Schmidt, H |
Schmidt, I |
Schmidt, J |
Schmidt, K |
Schmidt, L |
Schmidt, M |
Schmidt, N |
Schmidt, O |
Schmidt, P |
Schmidt, R |
Schmidt, S |
Schmidt, T |
Schmidt, U |
Schmidt, V |
Schmidt, W |
Schmidt, Y |
Schmidtb |
Schmidtc |
Schmidte |
Schmidtg |
Schmidth |
Schmidti |
Schmidtk |
Schmidtl |
Schmidtm |
Schmidtn |
Schmidts
Die Liste der Biografien führt alle Personen auf, die in der deutschsprachigen Wikipedia einen Artikel haben. Dieses ist eine Teilliste mit 131 Einträgen von Personen, deren Namen mit den Buchstaben „Schmidt, M“ beginnt.

## Schmidt, M

### Schmidt, Ma
- Schmidt, Maarten (1929–2022), niederländischer Astronom
- Schmidt, Magdalena (1885–1966), deutsche Klassische Philologin und Gymnasiallehrerin
- Schmidt, Magdalena (* 1949), deutsche Gerätturnerin
- Schmidt, Maike Elena (* 1988), deutsche Schauspielerin
- Schmidt, Mandy (* 1985), deutsche Radiomoderatorin
- Schmidt, Manfred (1913–1999), deutscher Comiczeichner und humoristischer Reiseschriftsteller
- Schmidt, Manfred (1921–2008), deutscher Schauspieler, Hörspiel- und Synchronsprecher
- Schmidt, Manfred (* 1928), deutscher Sänger (Tenor)
- Schmidt, Manfred (1929–2005), deutscher Theologe und Politiker (CDU), MdB
- Schmidt, Manfred (* 1930), deutscher Diplomat, Botschafter der DDR
- Schmidt, Manfred (1936–2016), deutscher Jurist und Politiker (SPD), MdB, MdEP
- Schmidt, Manfred (1949–2024), deutscher Eventmanager
- Schmidt, Manfred (* 1950), deutscher Chemiker und Universitätsprofessor
- Schmidt, Manfred (* 1959), deutscher Jurist und Verwaltungsbeamter, ehemaliger Präsident des Bundesamts für Migration und Flüchtlinge; Vizepräsident des Bundesverwaltungsamts
- Schmidt, Manfred G. (* 1948), deutscher Politologe
- Schmidt, Manfred G. (* 1952), deutscher Epigraphiker
- Schmidt, Mange (* 1973), schwedischer Rapper
- Schmidt, Manni (* 1964), deutscher Heavy-Metal-Gitarrist und SongwriterManni Schmidt (* 1964)

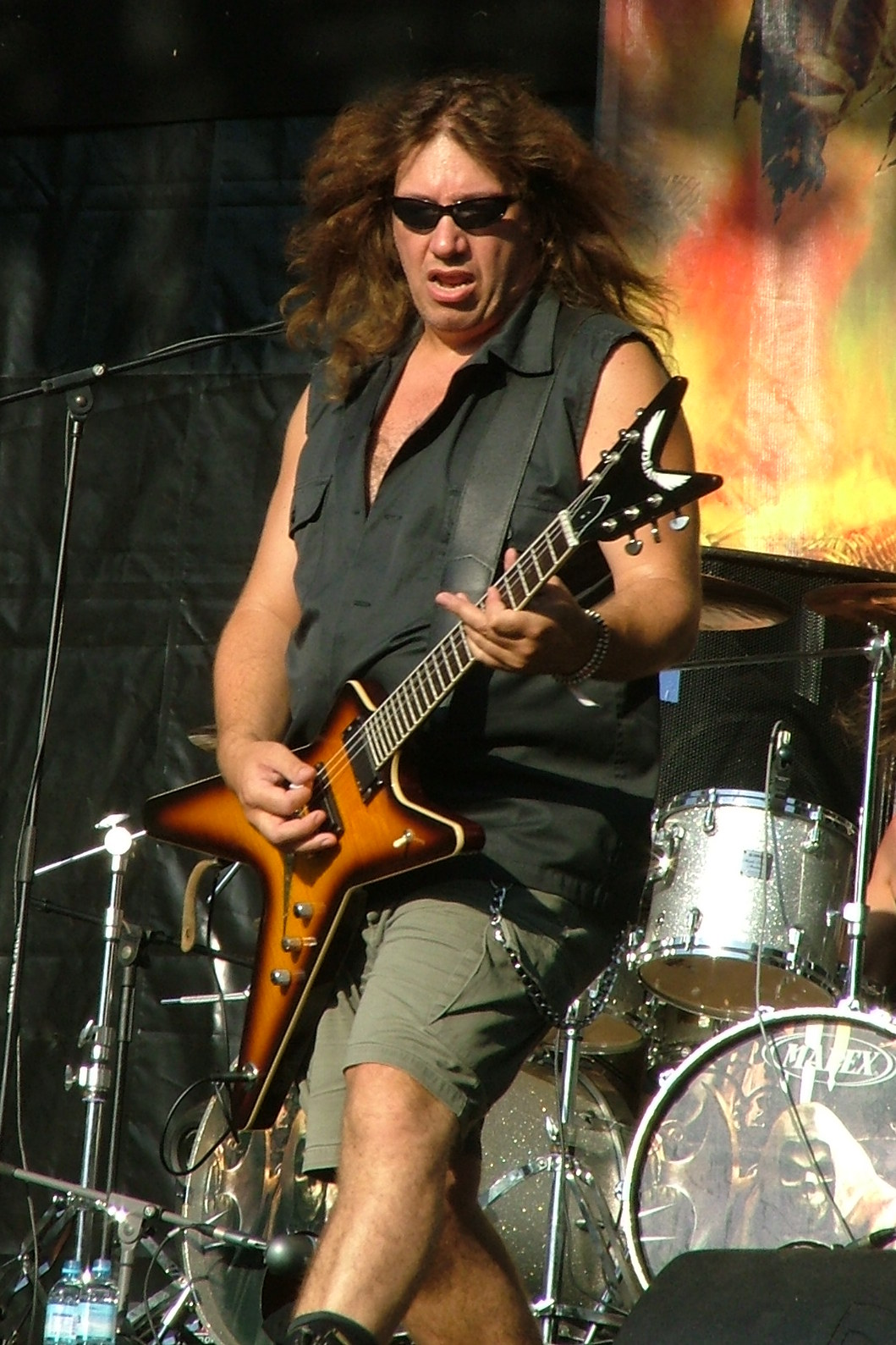
Manni Schmidt (* 1964)

- Schmidt, Manuela (* 1963), deutsche Politikerin (Die Linke), MdA
- Schmidt, Marco (* 1983), deutscher Leichtathlet
- Schmidt, Marcus T. R. (* 1967), deutscher Manager in der Zigarettenindustrie
- Schmidt, Mareike (* 1983), deutsche Rechtswissenschaftlerin und Hochschullehrerin
- Schmidt, Margarete († 1915), deutsche, zum Tode verurteilte, Spionin
- Schmidt, Margarethe (* 1948), deutsche Autorin und Kunstwissenschaftlerin
- Schmidt, Margot (1932–2004), deutsche Klassische Archäologin
- Schmidt, Maria († 1810), niederländische Schauspielerin
- Schmidt, Maria (1807–1875), deutsche Schauspielerin, Opernsängerin (Sopran) und Harfenspielerin
- Schmidt, Maria (1903–1988), deutsche Gewerkschafterin und Widerstandskämpferin
- Schmidt, Mária (* 1953), ungarische Historikerin
- Schmidt, Maria Gertraude († 1753), Magd und Mörderin
- Schmidt, Marianne (1929–2017), deutsche Literaturwissenschaftlerin und Autorin
- Schmidt, Marie (1853–1935), deutsche Theaterschauspielerin
- Schmidt, Marie (1895–1971), Landtagsabgeordneter Volksstaat Hessen
- Schmidt, Marie (* 1983), deutsche Journalistin
- Schmidt, Marie-Luise (* 1958), deutsche Künstleragentin sowie ehemalige Journalistin und Politikerin (Die Grünen)
- Schmidt, Mario (* 1960), deutscher Physiker und Umweltwissenschaftler
- Schmidt, Mark (* 1978), deutscher Sportmediziner
- Schmidt, Markus (* 1968), österreichischer Rennrodler
- Schmidt, Markus (* 1973), deutscher Fußballschiedsrichter
- Schmidt, Markus (* 1977), deutscher Basketballspieler
- Schmidt, Markus (* 1977), österreichischer Fußballspieler
- Schmidt, Markus (* 1985), deutscher Eishockeyspieler
- Schmidt, Markus (* 1986), deutscher evangelischer Theologe
- Schmidt, Markwart (1937–1980), deutscher Politiker (SPD), MdL
- Schmidt, Marlene, deutsche Schönheitskönigin und SchauspielerinMarlene Schmidt

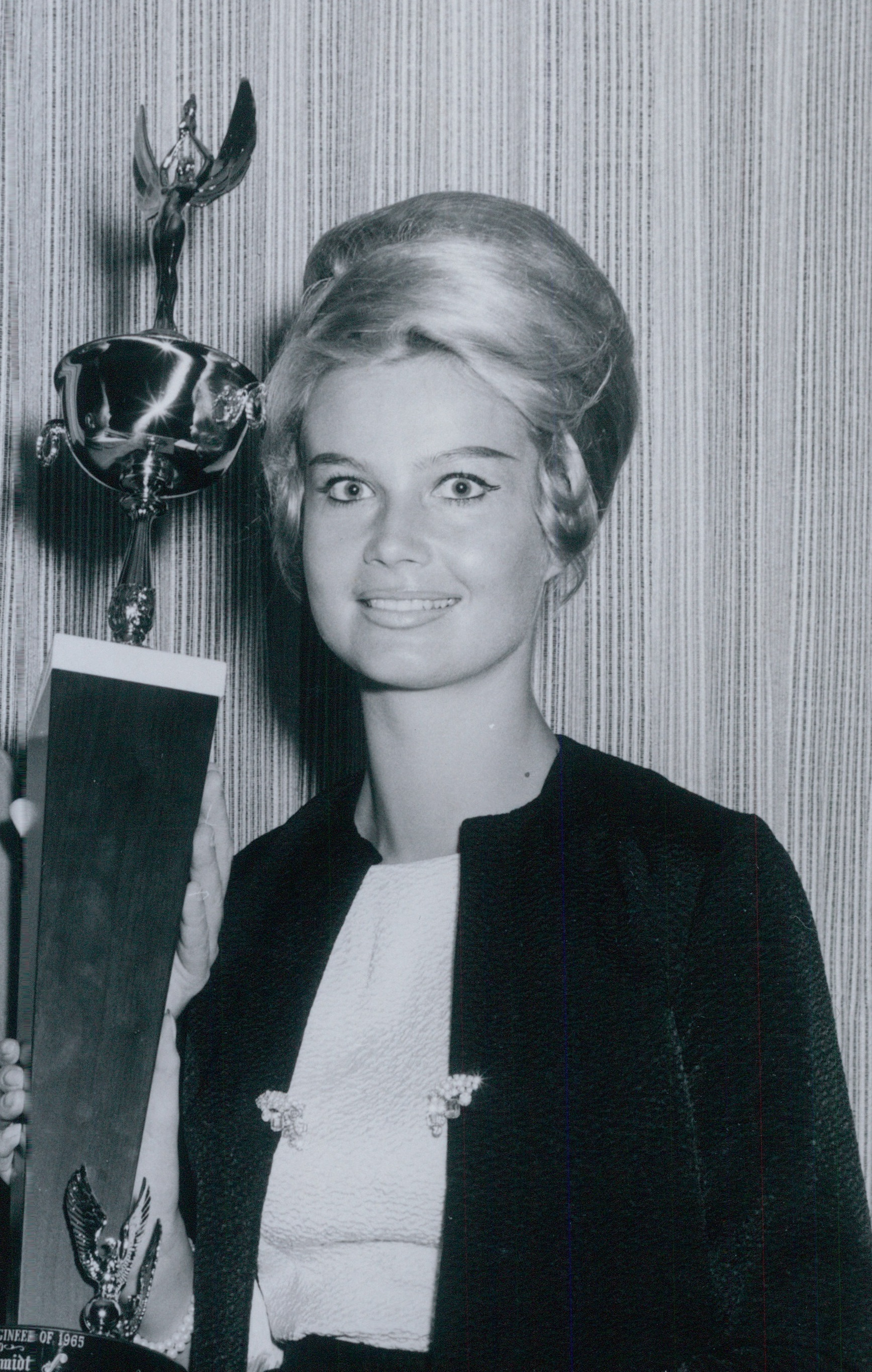
Marlene Schmidt

- Schmidt, Marlis Heide (1943–1996), Übersetzungswissenschaftlerin, Hochschullehrerin an der Universität Leipzig
- Schmidt, Marten (* 1996), deutscher Fußballspieler
- Schmidt, Martin (1863–1947), deutscher Paläontologe und Geologe
- Schmidt, Martin (1883–1964), deutscher evangelischer Pfarrer, Theologe sowie Hochschullehrer
- Schmidt, Martin (1894–1964), deutscher Radsporttrainer
- Schmidt, Martin (1905–1961), deutscher Kommunist, Präsident der Deutschen Notenbank der DDR (1958–1961)
- Schmidt, Martin (1909–1982), deutscher evangelischer Theologe und Kirchenhistoriker
- Schmidt, Martin (1914–2002), deutscher Politiker (SPD), MdB, MdEP
- Schmidt, Martin (1928–2003), deutscher Wasserbauingenieur und Talsperrenexperte
- Schmidt, Martin (1933–2011), deutscher Altphilologe und Politiker (GAL), MdHB
- Schmidt, Martin (* 1962), deutscher Prähistoriker
- Schmidt, Martin (* 1963), deutscher Objektkünstler und Bildhauer
- Schmidt, Martin (* 1966), deutscher Musiker (Mandoline, E-Bass) und Tontechniker
- Schmidt, Martin (* 1966), deutscher Journalist, Publizist und Politiker (AfD), MdL
- Schmidt, Martin (* 1967), Schweizer FußballtrainerMartin Schmidt (* 1967)
- Schmidt, Martin (* 1969), deutscher Judoka

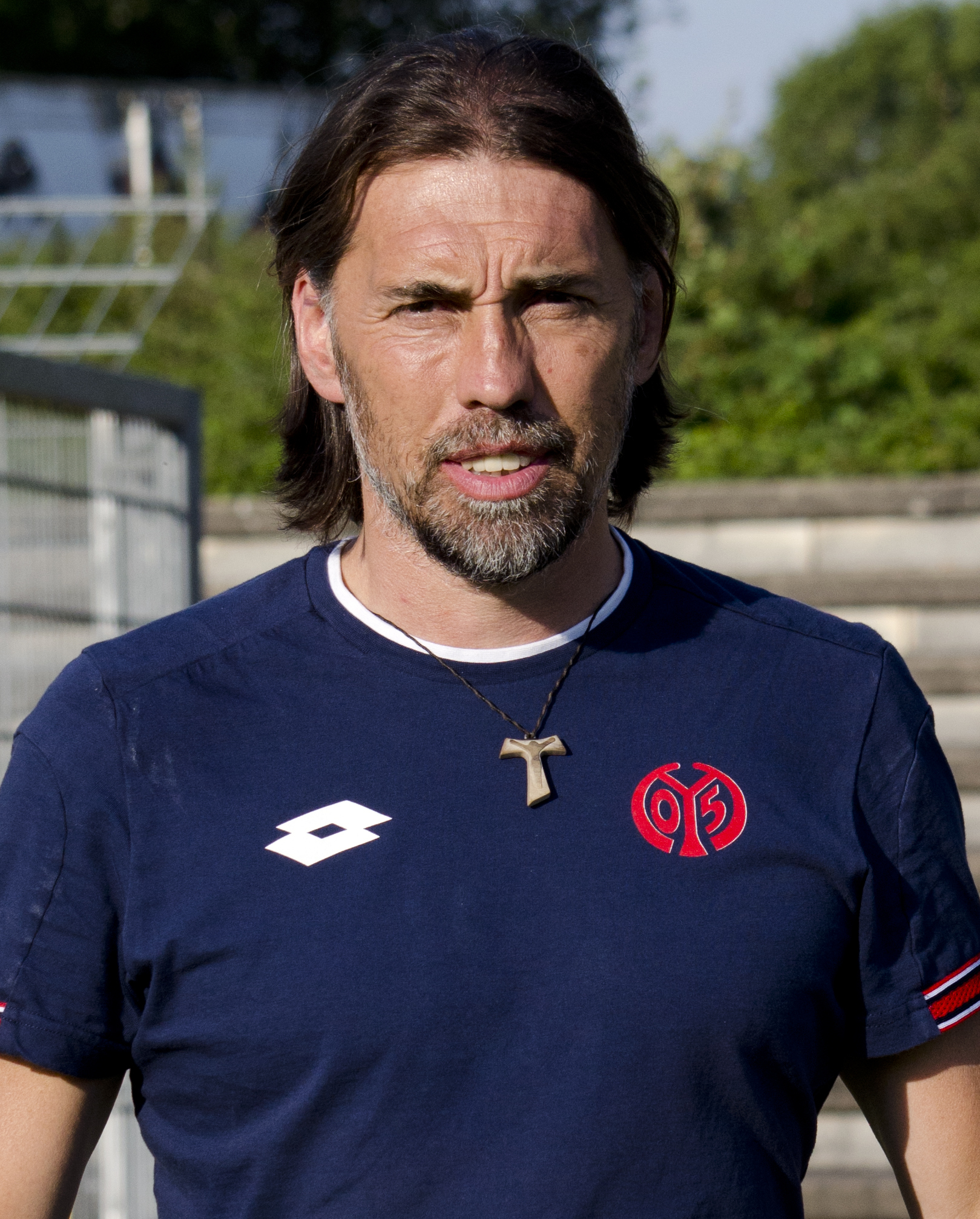
Martin Schmidt (* 1967)

- Schmidt, Martin (* 1969), deutscher Handballspieler
- Schmidt, Martin (* 1983), deutscher Fußballspieler
- Schmidt, Martin (* 1988), deutscher Politiker (AfD)
- Schmidt, Martin Anton (1919–2015), schweizerischer evangelischer Kirchenhistoriker
- Schmidt, Martin Benno (1863–1949), deutscher Pathologe
- Schmidt, Martin H. (* 1937), deutscher Psychiater, Psychotherapeut und Autor
- Schmidt, Martin Johann (1718–1801), österreichischer Maler des RokokoMartin Johann Schmidt (1718–1801)

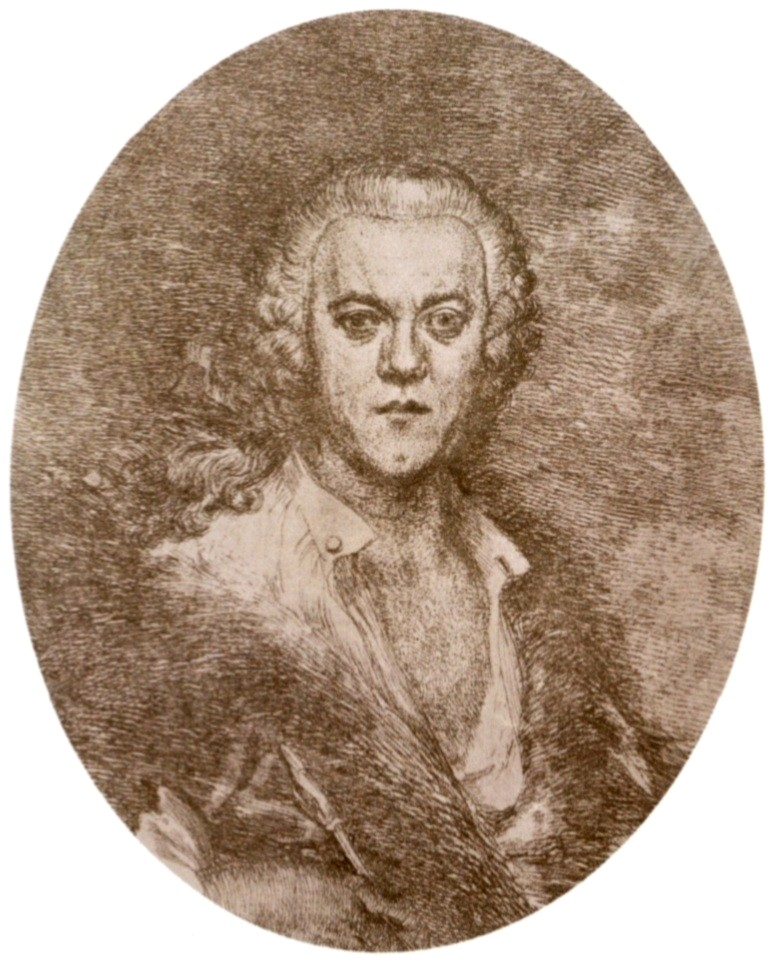
Martin Johann Schmidt (1718–1801)

- Schmidt, Martin Thorsen (1806–1883), Kaufmann und deutscher Politiker Schleswig-Holsteins
- Schmidt, Martin-Christian (1946–2000), deutscher Cembalo- und Orgelbauer und Musikinstrumenten-Restaurator
- Schmidt, Martina Maxi (* 1988), deutsche Politikerin (SPD)
- Schmidt, Marty (* 1949), deutsch-kanadischer Eishockeyspieler
- Schmidt, Maruta (* 1944), Verlegerin und Unternehmerin in Berlin
- Schmidt, Mathias R. (* 1953), deutscher Amerikanist und Autor
- Schmidt, Mathias William (1931–1992), US-amerikanischer Ordensgeistlicher, Bischof von Ruy Barbosa
- Schmidt, Matthew (* 1974), US-amerikanischer Filmeditor und Filmproduzent
- Schmidt, Matthias (* 1952), deutscher Historiker
- Schmidt, Matthias (* 1956), deutscher Kugelstoßer
- Schmidt, Matthias (* 1963), deutscher Politiker (SPD), MdB
- Schmidt, Matthias (* 1965), deutscher Autor, Regisseur sowie Theater- und Literaturkritiker
- Schmidt, Matthias (* 1966), deutscher Musikwissenschaftler
- Schmidt, Matthias (* 1976), deutscher Psychologe und Arbeitswissenschaftler
- Schmidt, Matthias (* 1981), deutscher Koch
- Schmidt, Maurice (* 1999), deutscher Rollstuhlfechter
- Schmidt, Max, deutscher Fußballspieler
- Schmidt, Max (1818–1901), deutscher Maler
- Schmidt, Max (1834–1888), deutscher Tierarzt, Zoodirektor in Frankfurt a. M. und Berlin
- Schmidt, Max (1861–1935), österreichisch-ungarischer Kunsttischler, Unternehmer und Mäzen
- Schmidt, Max (1862–1951), Schweizer Politiker
- Schmidt, Max (1873–1956), deutscher Ingenieur, Industrieller und Politiker (DVP), MdR
- Schmidt, Max (1874–1950), deutscher Ethnologe und Südamerikaforscher
- Schmidt, Max (1895–1955), deutscher Kommunalpolitiker (SPD), Stadtpräsident von Kiel
- Schmidt, Max (* 1914), deutscher Politiker (CDU der DDR), MdV
- Schmidt, Max (1920–2002), deutscher SS-Oberscharführer im KZ Auschwitz
- Schmidt, Max (1925–2002), deutscher Chemiker
- Schmidt, Max (1932–2018), deutscher Politikwissenschaftler, SED-Funktionär
- Schmidt, Max (* 1968), deutscher Fernsehmoderator und SchauspielerMax Schmidt (* 1968)

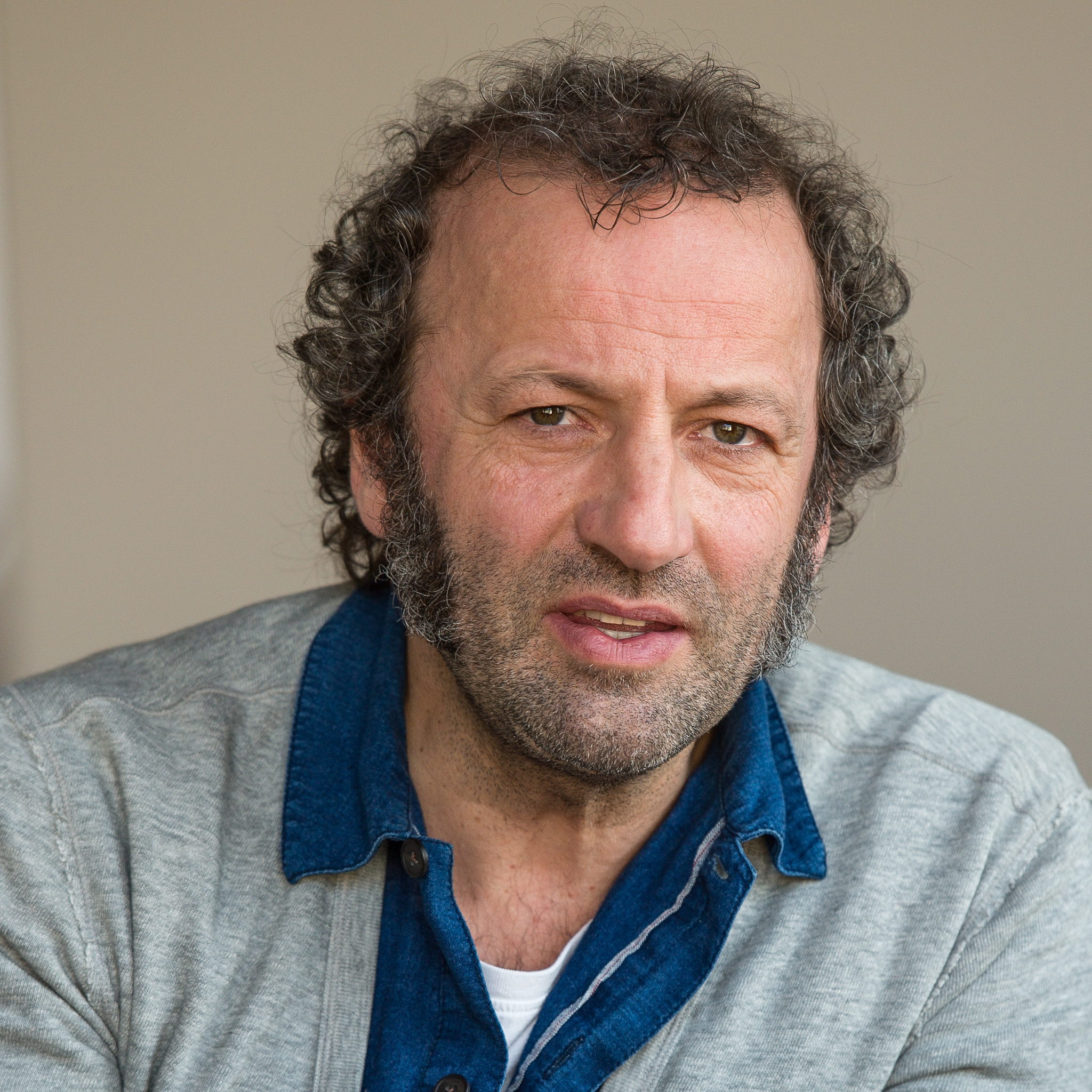
Max Schmidt (* 1968)

- Schmidt, Max C. P. (1853–1918), deutscher Klassischer Philologe und Gymnasiallehrer
- Schmidt, Max Carl Ludwig (1850–1936), deutscher Geodät und Markscheider
- Schmidt, Max E. (1872–1945), deutscher Großkaufmann
- Schmidt, Maximilian (1832–1919), bayerischer HeimatschriftstellerMaximilian Schmidt (1832–1919)

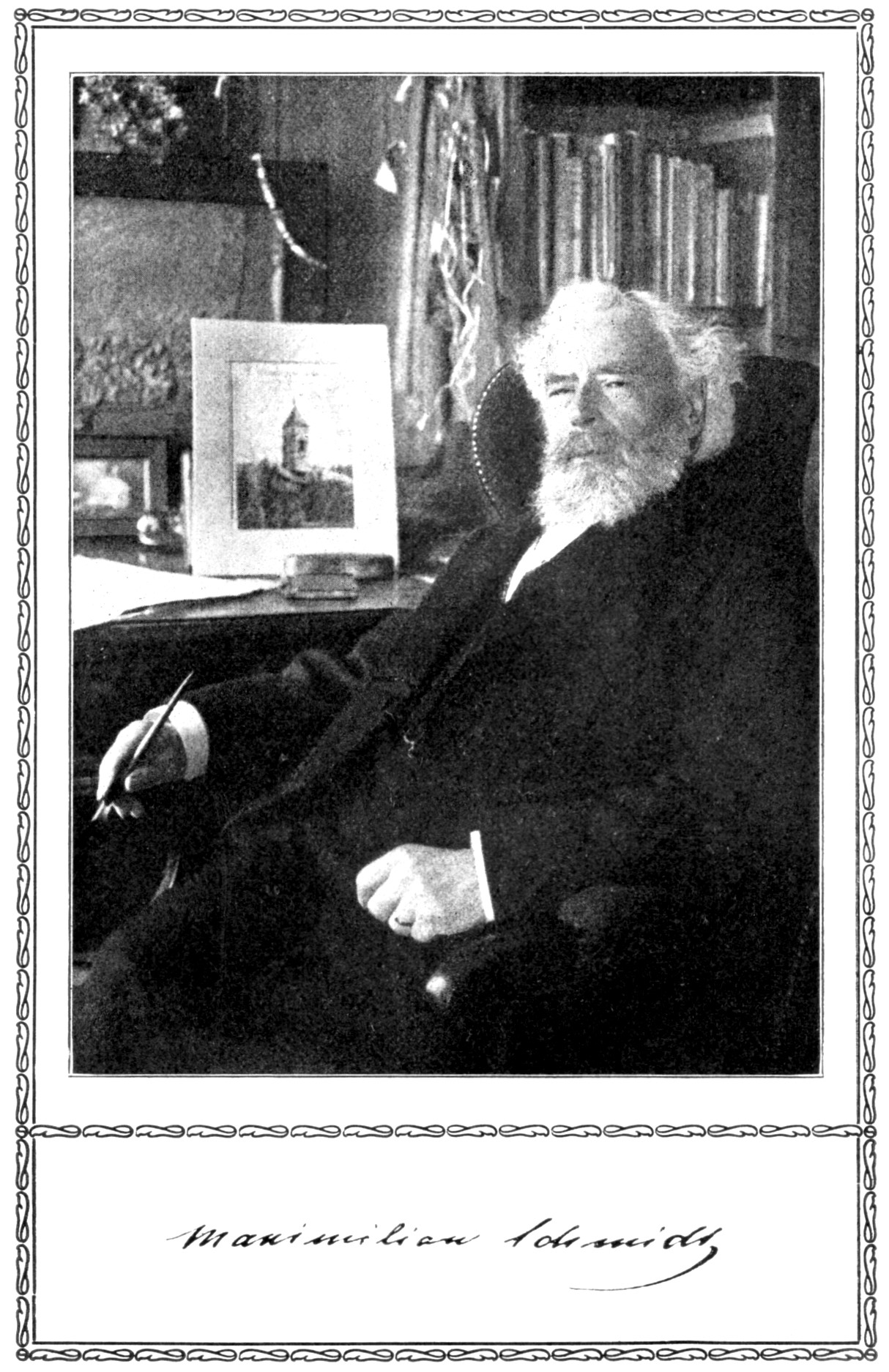
Maximilian Schmidt (1832–1919)

- Schmidt, Maximilian (* 1983), deutscher Politiker (SPD)
- Schmidt, Maximilian, deutscher Drogenhändler
- Schmidt, Maximilian (* 1994), deutscher Koch

### Schmidt, Me
- Schmidt, Meta (1878–1941), deutsche Pädagogin, Kabarettistin und Frauenrechtlerin

### Schmidt, Mi
- Schmidt, Mia (* 1952), deutsche Komponistin
- Schmidt, Micaela (* 1970), deutsche Ruderin
- Schmidt, Michael, Bürgermeister von Görlitz
- Schmidt, Michael, deutscher Musikpublizist, Redakteur, Autor und Hochschullehrer
- Schmidt, Michael (1932–2019), deutscher Diplomat
- Schmidt, Michael (1945–2014), deutscher Fotograf
- Schmidt, Michael (* 1948), deutscher Unternehmer und Segler
- Schmidt, Michael (* 1962), deutscher Fußballspieler
- Schmidt, Michael (* 1963), deutscher Fernsehjournalist
- Schmidt, Michael (* 1966), deutscher Poolbillardspieler
- Schmidt, Michael (* 1970), deutscher Fußballspieler
- Schmidt, Michael Ignaz (1736–1794), deutscher katholischer Priester und Historiker
- Schmidt, Michael W. I. (* 1964), Geowissenschaftler und Hochschullehrer
- Schmidt, Michael-Horst (1964–1984), deutsches Todesopfer der Berliner Mauer
- Schmidt, Michaela (* 1983), österreichische Politikerin (SPÖ), Abgeordnete zum Nationalrat
- Schmidt, Michaela (* 1983), deutsche Skispringerin
- Schmidt, Michaela (* 1990), deutsche Ruderin
- Schmidt, Michelle A., US-amerikanischer Offizier, Generalmajorin der US-Army
- Schmidt, Mike (* 1961), deutsch-kanadischer Eishockeyspieler und -trainer
- Schmidt, Milly (1904–1989), deutsche LDPD-Funktionär, MdV
- Schmidt, Milt (1918–2017), kanadischer Eishockeyspieler und -trainer
- Schmidt, Mirko (* 1966), deutscher Politiker (NPD, SVP), MdL

### Schmidt, Mo
- Schmidt, Monika (1951–2023), deutsche Frauenfußballspielerin
- Schmidt, Moritz (1823–1888), deutscher klassischer Philologe
- Schmidt, Moritz (1841–1903), deutscher Richter, Rittergutsbesitzer und Parlamentarier
- Schmidt, Moritz von (1807–1888), deutscher Politiker